# Кайтановка (Черкасская область)
Кайта́новка (укр. Кайтанівка) — село в Катеринопольском районе Черкасской области Украины.
Население по переписи 2001 года составляло 717 человек. Почтовый индекс — 20515. Телефонный код — 4742.

## Местный совет
20515, Черкасская обл., Катеринопольский р-н, c. Кайтановка, ул. Чапаева, 121а

## Известные люди
В селе родились:
- Полищук, Спиридон Кириллович — Герой Советского Союза.
- Филипович, Павел Петрович — украинский поэт, литератор.
- Щербина, Владимир Анатольевич — украинский журналист.